# Virgil Hațegan
Virgil Hațegan (n. 24 martie 1879, Șeușa, Alba, comitatul Alba de Jos, Regatul Ungariei – d. 22 iulie 1954, Alba Iulia) a fost un deputat în Marea Adunare Națională de la Alba Iulia, organismul legislativ reprezentativ al „tuturor românilor din Transilvania, Banat și Țara Ungurească”, cel care a adoptat hotărârea privind Unirea Transilvaniei cu România, la 1 decembrie 1918.:p. 77

## Biografie
Virgil Hațegan s-a născut la 24 martie 1879 în comuna Seușa, județul Alba. A făcut școala primară la Seușa, liceul și studiile universitare la Blaj, unde a studiat Teologia:p. 77.
A fost preot (deși unele surse afirmă că nu a fost sfințit), protopop onorar, iar în anii 1918-1920 a ocupat diverse funcții politice.:p. 141

## Activitatea politică

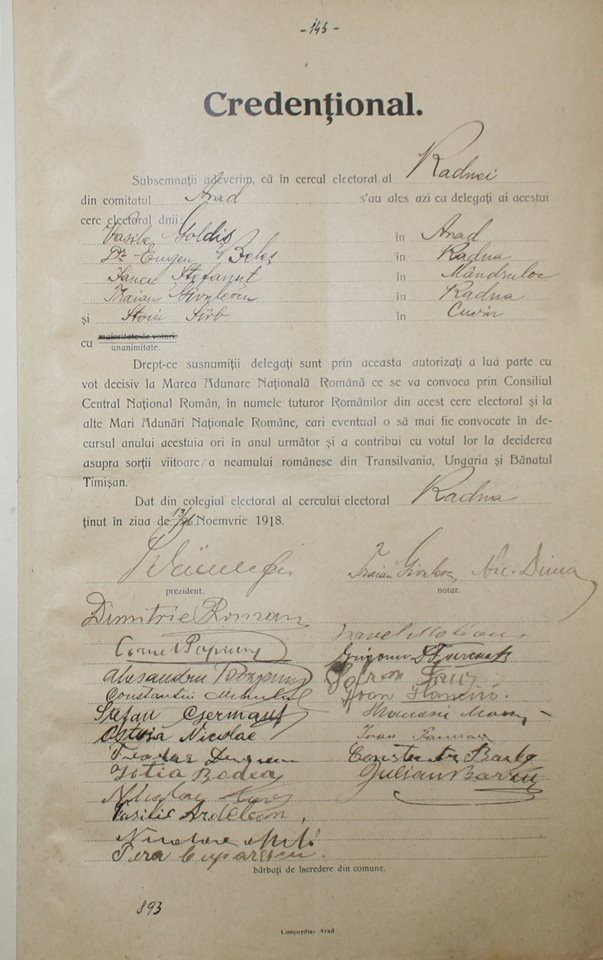
Credențional

A fost numit deputat pentru Marea Adunarea Națională din 1 decembrie 1918, reprezentând ca delegat de drept cercul electoral Vințul de Jos. A fost și membru în delegația permanentă a județului și Consiliului județean din jud. Alba, precum și membru în Consiliul Camerei de Agricultură. În perioada 1919-1920 a fost delegat al Prefecturii jud. Alba pentru aplicarea ordonanței Nr. 6, în legătură cu reforma agrară.:p. 141